# Liste von Burgen, Schlössern und Festungen im Département Finistère
Die Liste von Burgen, Schlössern und Festungen im Département Finistère listet bestehende und abgegangene Anlagen im Département Finistère auf. Das Département zählt zur Region Bretagne in Frankreich.

Wappen des Départements Finistère (29)
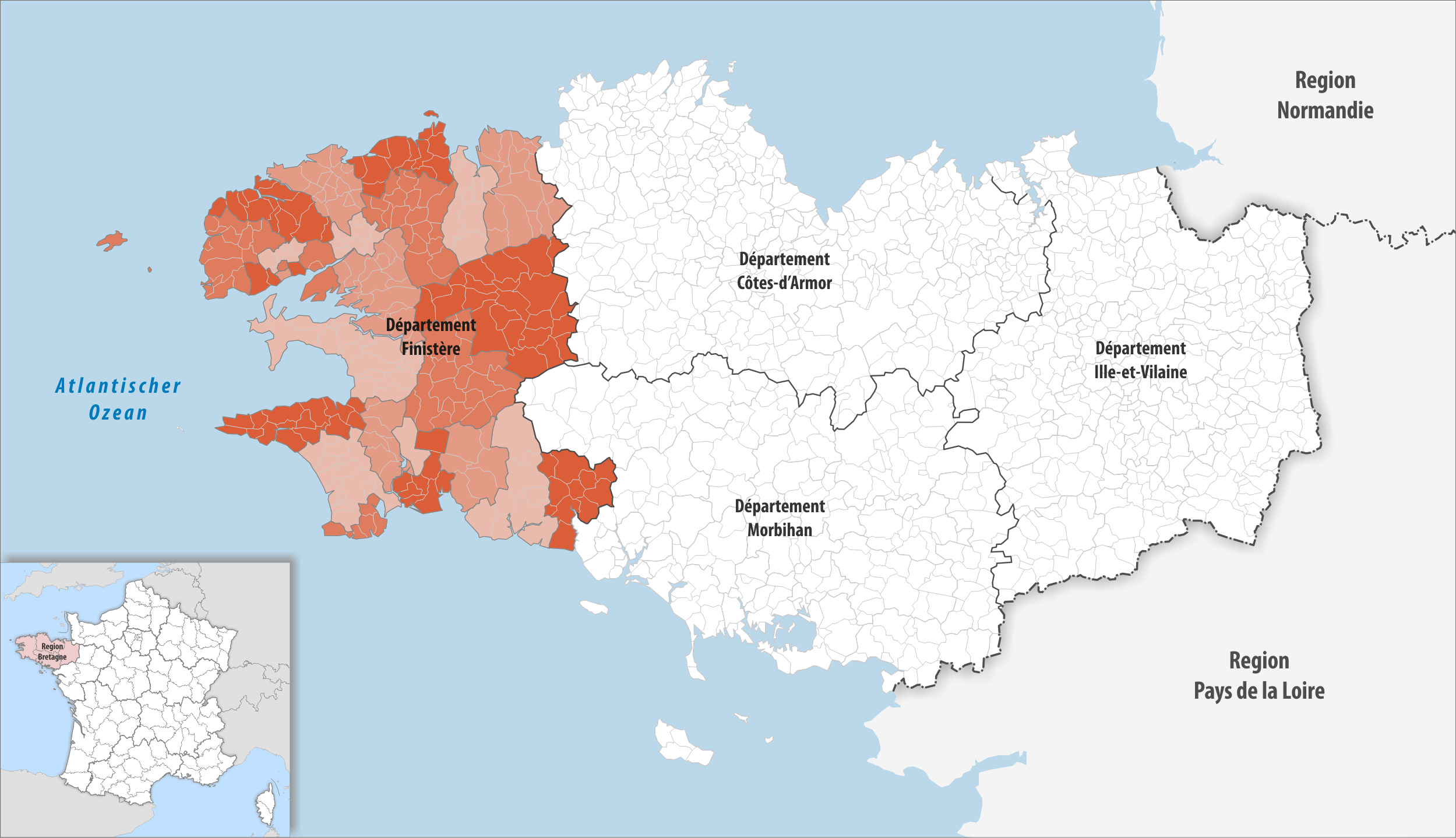
Lage des Départements Finistère in der Region Bretagne
Lage der Region Bretagne in Frankreich

## Liste
Bestand am 16. Juli 2021: 114
| Name deu / fra                                             | Gemeinde / Lage                                   | Typ (Untertyp)       | Bemerkungen                                                    | Bild |
| ---------------------------------------------------------- | ------------------------------------------------- | -------------------- | -------------------------------------------------------------- | ---- |
| Schloss Bagatelle Château de Bagatelle                     | Saint-Martin-des-Champs 48,566182° N, 3,860185° W | Schloss              |                                                                |      |
| Herrenhaus Bel-Air Manoir de Bel-Air                       | Brélès 48,475929° N, 4,721742° W                  | Schloss (Herrenhaus) |                                                                |      |
| Herrenhaus Le Bergot Manoir du Bergot                      | Lannilis 48,569263° N, 4,470672° W                | Schloss (Herrenhaus) |                                                                |      |
| Fort Bertheaume Fort de Bertheaume                         | Plougonvelin                                      | Festung (Fort)       |                                                                |      |
| Schloss Bodinio Château de Bodinio                         | Clohars-Fouesnant                                 | Schloss              |                                                                |      |
| Herrenhaus Bourouguel Manoir de Bourouguel                 | Plouigneau                                        | Schloss (Herrenhaus) |                                                                |      |
| Herrenhaus Brescanvel Manoir de Brescanvel                 | Brélès                                            | Schloss (Herrenhaus) |                                                                |      |
| Festung Brest Château de Brest                             | Brest                                             | Festung              |                                                                |      |
| Schloss Châteaulin Château de Châteaulin                   | Châteaulin                                        | Schloss              | Ruine                                                          |      |
| Schloss Châteauneuf-du-Faou Château de Châteauneuf-du-Faou | Châteauneuf-du-Faou                               | Schloss              |                                                                |      |
| Schloss Chef-du-Bois Château de Chef-du-Bois               | Pencran                                           | Schloss              |                                                                |      |
| Schloss Cheffontaines Château de Cheffontaines             | Clohars-Fouesnant                                 | Schloss              |                                                                |      |
| Herrenhaus Coatbily Manoir de Coatbily                     | Quimper                                           | Schloss (Herrenhaus) |                                                                |      |
| Stadtbefestigung von Concarneau Ville close de Concarneau  | Concarneau                                        | Festung              |                                                                |      |
| Herrenhaus Le Cosquer Manoir du Cosquer                    | Plougasnou                                        | Schloss (Herrenhaus) |                                                                |      |
| Schloss La Coudraie Château de la Coudraie                 | Tréméoc                                           | Schloss              |                                                                |      |
| Herrenhaus Créac’hingar Manoir de Créac'hingar             | Tréflaouénan                                      | Schloss (Herrenhaus) |                                                                |      |
| Herrenhaus Le Curru Manoir du Curru                        | Milizac                                           | Schloss (Herrenhaus) |                                                                |      |
| Schloss Le Guilguiffin Château du Guilguiffin              | Landudec                                          | Schloss              |                                                                |      |
| Herrenhaus La Haye Manoir de la Haye                       | Saint-Divy                                        | Schloss (Herrenhaus) |                                                                |      |
| Schloss Le Hénant Château du Hénant                        | Névez                                             | Schloss              |                                                                |      |
| Schloss Le Hilguy Château du Hilguy                        | Plogastel-Saint-Germain                           | Schloss              |                                                                |      |
| Herrenhaus Les Indes Manoir des Indes                      | Quimper                                           | Schloss (Herrenhaus) |                                                                |      |
| Burg Joyeuse-Garde Château de Joyeuse Garde                | La Forest-Landerneau                              | Burg                 | Ruine                                                          |      |
| Burg Le Juch Château du Juch                               | Le Juch                                           | Burg                 | Ruine                                                          |      |
| Schloss Ker Stears Château de Ker Stears                   | Brest                                             | Schloss              | Im Ortsteil Saint-Marc, heute eine private Bildungseinrichtung |      |
| Schloss Keraël Château de Keraël                           | Botsorhel                                         | Schloss              |                                                                |      |
| Herrenhaus Kerahmanez Manoir de Kerahmanez                 | Quimper                                           | Schloss (Herrenhaus) |                                                                |      |
| Schloss Keranroux Château de Keranroux                     | Morlaix                                           | Schloss              |                                                                |      |
| Herrenhaus Kerascoet Manoir de Kerascoet                   | Pluguffan                                         | Schloss (Herrenhaus) |                                                                |      |
| Schloss Keraval Château de Keraval                         | Plomelin                                          | Schloss              |                                                                |      |
| Manoir de Kerazan                                          | Loctudy                                           | Schloss (Herrenhaus) |                                                                |      |
| Herrenhaus Kerbabu Manoir de Kerbabu                       | Lannilis                                          | Schloss (Herrenhaus) |                                                                |      |
| Herrenhaus Kerenneur Manoir de Kerenneur                   | Plourin                                           | Schloss (Herrenhaus) |                                                                |      |
| Herrenhaus Kergadiou Manoir de Kergadiou                   | Saint-Jean-du-Doigt                               | Schloss (Herrenhaus) |                                                                |      |
| Schloss Kergos Château de Kergos                           | Clohars-Fouesnant                                 | Schloss              |                                                                |      |
| Schloss Kergournadeach Château de Kergounadeach            | Cléder                                            | Schloss              | Ruine                                                          |      |
| Schloss Kergoz Château de Kergoz                           | Guilvinec                                         | Schloss              |                                                                |      |
| Schloss Kergroadès Château de Kergroadès                   | Brélès                                            | Schloss              |                                                                |      |
| Herrenhaus Kerhoas Manoir de Kerhoas                       | Plobannalec                                       | Schloss (Herrenhaus) |                                                                |      |
| Herrenhaus Kériner Manoir de Kériner                       | Pluguffan                                         | Schloss (Herrenhaus) |                                                                |      |
| Schloss Kériolet Château de Kériolet                       | Concarneau                                        | Schloss              |                                                                |      |
| Herrenhaus Kerivoas Manoir de Kerivoas                     | Kerlouan                                          | Schloss (Herrenhaus) |                                                                |      |
| Schloss Kerjan-Mol Château de Kerjan-Mol                   | Trébabu                                           | Schloss              |                                                                |      |
| Schloss Kerjean Château de Kerjean                         | Saint-Vougay                                      | Schloss              |                                                                |      |
| Herrenhaus Kerlan Manoir de Kerlan                         | Sibiril                                           | Schloss (Herrenhaus) |                                                                |      |
| Schloss Kerlarec Château de Kerlarec                       | Arzano                                            | Schloss              |                                                                |      |
| Herrenhaus Kerloaguen Manoir de Kerloaguen                 | Plougonven                                        | Schloss (Herrenhaus) |                                                                |      |
| Herrenhaus Kermadec Manoir de Kermadec                     | Pencran                                           | Schloss (Herrenhaus) |                                                                |      |
| Schloss Kermenguy Château de Kermenguy                     | Cléder                                            | Schloss              |                                                                |      |
| Herrenhaus Kernault Manoir de Kernault                     | Mellac                                            | Schloss (Herrenhaus) |                                                                |      |
| Schloss Kernévez Château de Kernévez                       | Saint-Pol-de-Léon                                 | Schloss              |                                                                |      |
| Herrenhaus Kernuz Manoir de Kernuz                         | Pont-l’Abbé                                       | Schloss (Herrenhaus) |                                                                |      |
| Herrenhaus Kéroch’iou Manoir de Kéroch'iou                 | Morlaix                                           | Schloss (Herrenhaus) |                                                                |      |
| Herrenhaus Keroual Manoir de Keroual                       | Guilers                                           | Schloss (Herrenhaus) | Ruine                                                          |      |
| Schloss Kérouartz Château de Kérouartz                     | Lannilis                                          | Schloss              |                                                                |      |
| Herrenhaus Kéroulas Manoir de Kéroulas                     | Saint-Pol-de-Léon                                 | Schloss (Herrenhaus) |                                                                |      |
| Schloss Kérouzéré Château de Kérouzéré                     | Sibiril                                           | Schloss              |                                                                |      |
| Schloss Kerriou Château de Kerriou                         | Gouézec                                           | Schloss              |                                                                |      |
| Herrenhaus Kersaliou Manoir de Kersaliou                   | Saint-Pol-de-Léon                                 | Schloss (Herrenhaus) |                                                                |      |
| Herrenhaus Kerscao Manoir de Kerscao                       | Locmaria-Plouzané                                 | Schloss (Herrenhaus) |                                                                |      |
| Schloss Keruzoret Château de Keruzoret                     | Plouvorn                                          | Schloss              |                                                                |      |
| Schloss Kervéatoux Château de Kervéatoux                   | Plouarzel                                         | Schloss              |                                                                |      |
| Herrenhaus Kervereguen Manoir de Kervereguen               | Loctudy                                           | Schloss (Herrenhaus) |                                                                |      |
| Herrenhaus Kervézec Manoir de Kervézec                     | Garlan                                            | Schloss (Herrenhaus) |                                                                |      |
| Herrenhaus Keryar Manoir de Keryar                         | Plonévez-Porzay                                   | Schloss (Herrenhaus) |                                                                |      |
| Schloss Lanniron Château de Lanniron                       | Quimper                                           | Schloss              |                                                                |      |
| Herrenhaus Le Laz Manoir du Laz                            | Arzano                                            | Schloss (Herrenhaus) |                                                                |      |
| Herrenhaus Lesmadec Manoir de Lesmadec                     | Peumérit                                          | Schloss (Herrenhaus) |                                                                |      |
| Schloss Lesquiffiou Château de Lesquiffiou                 | Pleyber-Christ                                    | Schloss              |                                                                |      |
| Herrenhaus Lesvern Manoir de Lesvern                       | Saint-Frégant                                     | Schloss (Herrenhaus) |                                                                |      |
| Herrenhaus Lezaven Manoir de Lezaven                       | Pont-Aven                                         | Schloss (Herrenhaus) |                                                                |      |
| Schloss Lezergué Château de Lezergué                       | Ergué-Gabéric                                     | Schloss              |                                                                |      |
| Herrenhaus Lézurec Manoir de Lézurec                       | Primelin                                          | Schloss (Herrenhaus) |                                                                |      |
| Herrenhaus Lossulien Manoir de Lossulien                   | Relecq-Kerhuon                                    | Schloss (Herrenhaus) |                                                                |      |
| Burg Maillé Motte féodale de Maillé                        | Plounévez-Lochrist                                | Burg (Motte)         | Abgegangen                                                     |      |
| Schloss Maillé Château de Maillé                           | Plounévez-Lochrist                                | Schloss              |                                                                |      |
| Schloss Mesléan Château de Mesléan                         | Gouesnou                                          | Schloss              |                                                                |      |
| Herrenhaus Mézarnou Manoir de Mézarnou                     | Plounéventer                                      | Schloss (Herrenhaus) |                                                                |      |
| Herrenhaus Mézedern Manoir de Mézedern                     | Plougonven                                        | Schloss (Herrenhaus) |                                                                |      |
| Herrenhaus Moëllien Manoir de Moëllien                     | Plonévez-Porzay                                   | Schloss (Herrenhaus) |                                                                |      |
| Herrenhaus Penanvern Manoir de Penanvern                   | Sainte-Sève                                       | Schloss (Herrenhaus) |                                                                |      |
| Burg Penhoat Château de Penhoat                            | Saint-Thégonnec Loc-Eguiner                       | Burg                 | Ruine                                                          |      |
| Herrenhaus Penmarc’h Manoir de Penmarc'h                   | Saint-Frégant                                     | Schloss (Herrenhaus) |                                                                |      |
| Herrenhaus Penquélennec Manoir de Penquélennec             | Peumérit                                          | Schloss (Herrenhaus) |                                                                |      |
| Schloss Le Pérennou Château du Pérennou                    | Plomelin                                          | Schloss              |                                                                |      |
| Burg Pont-l’Abbé Château de Pont-l'Abbé                    | Pont-l’Abbé                                       | Burg                 |                                                                |      |
| Schloss Le Poulguin Château du Poulguin                    | Névez                                             | Schloss              |                                                                |      |
| Schloss Le Quélennec Château du Quélennec                  | Saint-Thégonnec Loc-Eguiner                       | Schloss              |                                                                |      |
| Burg Quimerc’h Château de Quimerc'h                        | Bannalec                                          | Burg                 | Abgegangen                                                     |      |
| Burg La Roche-Maurice Château de La Roche-Maurice          | La Roche-Maurice                                  | Burg                 | Ruine                                                          |      |
| Burg La Roche-Moisan Château de La Roche-Moisan            | Arzano                                            | Burg (Motte)         | Abgegangen                                                     |      |
| Herrenhaus Le Rohou Manoir du Rohou                        | Carantec                                          | Schloss (Herrenhaus) |                                                                |      |
| Herrenhaus Roscervo Manoir de Roscervo                     | Lampaul-Ploudalmézeau                             | Schloss (Herrenhaus) |                                                                |      |
| Schloss Rosmorduc Château de Rosmorduc                     | Logonna-Daoulas                                   | Schloss              |                                                                |      |
| Herrenhaus Le Rusquec Manoir du Rusquec                    | Plonévez-du-Faou                                  | Schloss (Herrenhaus) | Im Weiler Saint-Herbot                                         |      |
| Burg Rustéphan Château de Rustéphan                        | Pont-Aven                                         | Burg                 | Ruine                                                          |      |
| Herrenhaus Stang-al-lin Manoir de Stang-al-lin             | Concarneau                                        | Schloss (Herrenhaus) |                                                                |      |
| Herrenhaus Le Ster Manoir du Ster                          | Cléden-Poher                                      | Schloss (Herrenhaus) |                                                                |      |
| Herrenhaus Suscinio Manoir de Suscinio                     | Morlaix                                           | Schloss (Herrenhaus) |                                                                |      |
| Château du Taureau                                         | Plouezoc’h                                        | Burg                 |                                                                |      |
| Herrenhaus Toulgoat Manoir de Toulgoat                     | Quimper                                           | Schloss (Herrenhaus) |                                                                |      |
| Herrenhaus Toulgoat Manoir de Toulgoat                     | Saint-Yvi                                         | Schloss (Herrenhaus) |                                                                |      |
| Herrenhaus Traon Feunteniou Manoir de Traon Feunteniou     | Morlaix                                           | Schloss (Herrenhaus) |                                                                |      |
| Herrenhaus Trébodennic Manoir de Trébodennic               | Ploudaniel                                        | Schloss (Herrenhaus) |                                                                |      |
| Burg Trémazan Château de Trémazan                          | Landunvez                                         | Burg                 | Ruine                                                          |      |
| Schloss Trévarez Château de Trévarez                       | Saint-Goazec                                      | Schloss              |                                                                |      |
| Herrenhaus Trévilit Manoir de Trévilit                     | Plonéour-Lanvern                                  | Schloss (Herrenhaus) |                                                                |      |
| Herrenhaus Troërin Manoir de Troërin                       | Plouvorn                                          | Schloss (Herrenhaus) |                                                                |      |
| Schloss Trohanet Château de Trohanet                       | Briec                                             | Schloss              |                                                                |      |
| Herrenhaus Trojoa Manoir de Trojoa                         | Plouigneau                                        | Schloss (Herrenhaus) |                                                                |      |
| Herrenhaus Tromelin Manoir de Tromelin                     | Plougasnou                                        | Schloss (Herrenhaus) |                                                                |      |
| Schloss Tronjoly                                           | Cléder                                            | Schloss (Herrenhaus) |                                                                |      |
| Herrenhaus Trouzilit Manoir de Trouzilit                   | Tréglonou                                         | Schloss (Herrenhaus) |                                                                |      |